# 総章
総章（そうしょう）は、唐の高宗李治の治世に使用された元号。668年 - 670年。

## 西暦・干支との対照表
| 総章 | 元年  | 2年   | 3年   |
| 西暦 | 668年 | 669年 | 670年 |
| 干支 | 戊辰  | 己巳  | 庚午  |